# Дайте шоу
«Дайте шоу» — российский драматический телесериал, производством которого занималась кинокомпания INEY Production.
Премьера телесериала состоялась в онлайн-кинотеатрах Иви и Kion 1 ноября 2024 года.

## Сюжет
Известный поп-исполнитель Кирилл Артемьев обвиняется в изнасиловании. Пострадавшая — обычная девушка Вера. Её бывший молодой человек Павел работает в популярном, но теряющем рейтинг ток-шоу «Правда», и он изо всех сил старается найти интересную тему для выпуска. Павел приглашает Веру на шоу, чтобы разобраться в случившемся публично.

## Актёры и персонажи
| Актёр                 | Персонаж                                                                            |
| --------------------- | ----------------------------------------------------------------------------------- |
| Милош Бикович         | Кирилл Артемьев, известный певец, обвиняется в изнасиловании                        |
| Анастасия Красовская  | Вера Дёмина, начинающая певица, обвиняющая Артемьева в изнасиловании                |
| Олег Савостюк         | Павел Гончаров, бывший молодой человек Веры, проходит стажировку в ток-шоу «Правда» |
| Виктория Толстоганова | Дина Липатова, продюсер Кирилла, вытаскивает его из передряг                        |
| Игорь Верник          | Леонид Шереметьев, ведущий ток-шоу «Правда», пытается вернуть высокий рейтинг шоу   |
| Кристина Бабушкина    | Карина Георгиевна, опытный шеф-редактор шоу                                         |
| Павел Ворожцов        | Игорь, директор Кирилла                                                             |
| Михаил Тройник        | Стас, следователь, встречается с Верой                                              |

В камео в телесериале приняли участие: Дима Билан, Анатолий Цой, Отар Кушанашвили, Доминик Джокер, Николай Басков, Алсу, Никита Джигурда, Диана Шурыгина, Анна Калашникова и др..

## Производство
Съёмки телесериала начались в октябре 2023 года и проходили в Москве и Московской области. Офис канала и студию ток-шоу построили в съёмочном павильоне.
Последний съёмочный день проходил 29 ноября в концертном зале Crocus City Hall во время вручения премии «Золотой Граммофон».
Для роли актёр Милош Бикович перекрасился в блондина и придумал герою 30 татуировок, которые наносили на тело с помощью наклеек.
Специально для телесериала Бикович записал песню «Танцуешь со мной».
Летом 2024 года телесериал был представлен на фестивале «Пилот».
Светская премьера телесериала состоялась 31 октября 2024 года. 1 ноября телесериал вышел на Иви и Kion.

## Рецензии и отзывы
Телесериал получил смешанные отзывы. Критики отмечали важность поднятой темы:
Кира Володина, Комсомольская правда:
Сериал предпринимает попытку поговорить со зрителями на тему культуры отмены в российских реалиях, подсвечивает проблему бессилия и травли людей, которые пострадали от насилия.
Леонид Кискаркин, Вокруг ТВ:
«Дайте шоу!» — это история о господстве постправды, о том, как узнаваемый дядька с хорошо подвешенным языком может убедить свою паству в том, что белое — это чёрное, и выставить жертву злодеем.
Анна Ентякова, Кинорепортёр:
«Дайте шоу» скрупулёзно и последовательно иллюстрирует ошибочность всё ещё популярного убеждения «всегда виновата женщина».
Отмечена при этом некоторую запоздалость в её освещении:
Мария Плевицкая, «Т —Ж»:
Российское кино известно своей запоздалой рефлексией. Когда весь мир уже давно перетёк из телевидения в Интернет, а западная индустрия осмыслила культуру отмены и кризис медиа в «Утреннем шоу» и «Чёрном зеркале», в России выходит первая сатира на телевизионное подполье.
Также критики выделяют игру актёров и динамичный сюжет:
Алина Кувшинникова, 2Х2:
Олег Савостюк, которого можно было заметить в «Одном маленьком ночном секрете» и «Снегире», — открытие сериала. Актёру удаётся тонко соответствовать образу протагониста, наивно пытающегося помочь Вере добиться правосудия. Прекрасна Кристина Бабушкина в образе токсичной начальницы, да и Милош Бикович хорош в своей комедийной фазе.
Кира Володина, Комсомольская правда:
Сериал щедро укомплектован клиффхэнгерами и острейшими поворотами сюжета, которые приковывают внимание зрителя.
Отмечен при этом «рваный» темп повествования:
Сергей Ефимов, Комсомольская правда:
«Дайте шоу!» нетрудно обвинить в грубоватом, без полутонов, повествовании, отчего оно приобретает несколько наивную интонацию. С другой стороны, именно этот резкий, рваный темп с подчас нелогичными перескоками от одного к другому оправдан, когда её нам рассказывает герой Олега Савостюка.
Критики подчёркивают, что среди персонажей практически нет положительных героев:
Елена Зархина, КиноТВ:
Приличных и хоть сколько-то симпатичных героев в проекте мало: разве что Вера да взявшийся сражаться за неё Пашка, конечно, тоже отравленный той средой, в которой обитает.
Леонид Кискаркин, Вокруг ТВ:
Во всей истории нет ни одного положительного персонажа, сочувствие вызывает только Вера, ставшая жертвой надругательства, но если вынести этот факт за скобки, окажется, что она тоже довольно-таки жалкая и неприятная личность.
Также некоторые рецензенты подчёркивают и присутствие юмора в телесериале, хоть и чёрного:
Леонид Кискаркин, Вокруг ТВ:
Несмотря на то, что в центре сюжета находится шоу, на котором Вера и Кирилл будут выяснять отношения, «Дайте шоу!» — не только разговорная драма. Первые серии наполнены экшеном и чёрным юморомю
Анна Ентякова, Кинорепортёр:
Бал всё же правит чёрная комедия: здесь и обсуждение убийства под фоновых «Смешариков», и полный отрыв в рехабе, и замученное «они заставляют меня петь Талькова» из уст Милоша.